# サン＝テティエンヌ＝ド＝ブローニュ
サン＝テティエンヌ＝ド＝ブローニュ （Saint-Étienne-de-Boulogne）は、フランス、オーヴェルニュ＝ローヌ＝アルプ地域圏、アルデシュ県のコミューン。

## 地理
標高787m地点にあるエスクリネ峠は、ヴィヴァレー山地にある。峠はサン＝テティエンヌ＝ド＝ブローニュ、グルドン、サン＝プリーストの3つのコミューンにまたがっている。

## 人口統計
| 1962年 | 1968年 | 1975年 | 1982年 | 1990年 | 1999年 | 2006年 | 2012年 |
| ------ | ------ | ------ | ------ | ------ | ------ | ------ | ------ |
| 298    | 280    | 251    | 255    | 240    | 297    | 337    | 384    |

source=1999年までLdh/EHESS/Cassini、2004年以降INSEE